# Блок (філателія)
Блок (блок марок, або частина аркуша) — збірна назва, відокремлена частина маркового аркуша, яка складається з двох або більше зблокованих, тобто не відокремлених один від одного, зчеплених поштових марок або марок і купонів. Загалом марки в блоці можуть бути як однаковими, так і різними. У другому випадку блок називається зчіпкою.
Блок та зчіпка можуть означати зчеплені марки, не відокремлені від маркового аркуша. Тоді кажуть, що марковий аркуш складається з блоків чи зчіпок.
Наприклад, блоком називають особливий вид малого аркуша — серію марок, надруковану на аркуші без полів у кілька рядів (зазвичай 3×2). Звичайно, такі блоки від марочного листа не відокремлюють, вони самі суть марочні листи.
Як приклад такого блоку наводять серію марок НДР 1964 року, присвячену XVIII літнім Олімпійським іграм у вигляді блоку-зчіпки (3 × 2), показаного на иллюстрации справа[^] (Mi # 1039—1044; Sc # 711—714, B119-B120). Цей шестиблок-зчіпка є одночасно марковим аркушом із двома полями (правим та нижнім), взятим із нижнього правого кута друкарського аркуша без доріжок.

## Загальні визначення

### Уточнення збірного визначення
Важливою властивістю блоку марок є те, що він відокремлений від маркового аркуша, тоді як для зчіпки, що знаходяться в аркуші, це не обов'язково. Лист може складатися із зчіпок, які розташовуються «в шаховому порядку», і при цьому вони утворюють квартблок, зрозуміло, квартблок-зчіпку. Можна також говорити, що в зчіпках випущено низку марок. Але ніколи не говорили, що звичайнісінький марковий аркуш без будь-яких зчіпок «складається з квартблоків».
Слід мати на увазі, що слово «зчіпка» може вживатися в контексті не як відповідний термін, а в сенсі «зчеплених марок», разом зблокованих марок, тобто блоку. Причому іноді самі автори можуть цього не помічати. Наприклад, в одному з визначень квартблоку сказано, що квартблок — це зчіпка з чотирьох однакових марок, причому слово зчіпка виділено курсивом як термін. Часто і на аукціонах смужки пропонують як зчіпки.
Блок є збірною назвою не тільки тому, що є безліч спеціальних випадків блоків, але ще й тому, що вище дано традиційне визначення блоку в найширшому сенсі — наведено найбільш загальне визначення, що включає у вигляді приватних більш вузькі визначення з різних джерел.
Маркові блоки не слід плутати ні з поштовими блоками, ні з малими аркушами. Блок не може мати полів з усіх боків (максимум з трьох), тоді як поштовий блок та малий аркуш можуть мати поля з усіх чотирьох сторін. Отже, якщо лист спочатку немає полів з чотирьох сторін, це одночасно і блок. Якщо в аркуша відірвати поля хоча б з одного боку, то вийде блок (частина аркуша).
Через те, що слово «блок» у різних поєднаннях дуже поширене у філателії, деякі автори зовсім уникають цього терміна і говорять лише про різні види блоків марок (пари, квартблоки тощо).
Надалі вживається термін «блок марок», щоб відрізняти поняття блоку, що описується в цій статті, від інших понять, що містять слово «блок». Причому словосполучення «марковий блок» не використовуватиметься через його асоціацію з терміном «поштовий блок».

### Конфігурація блоку

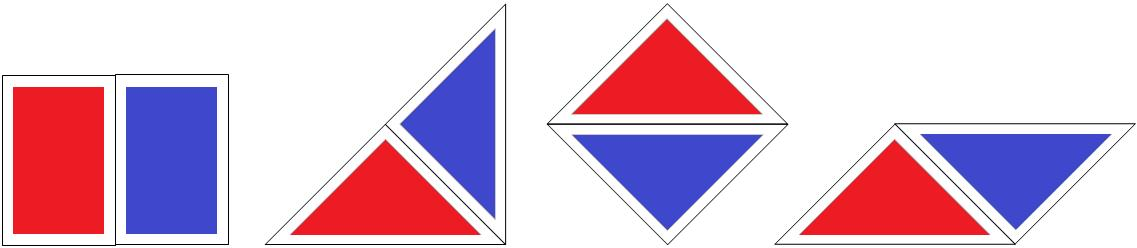
Схеми пар прямокутних та трикутних марок

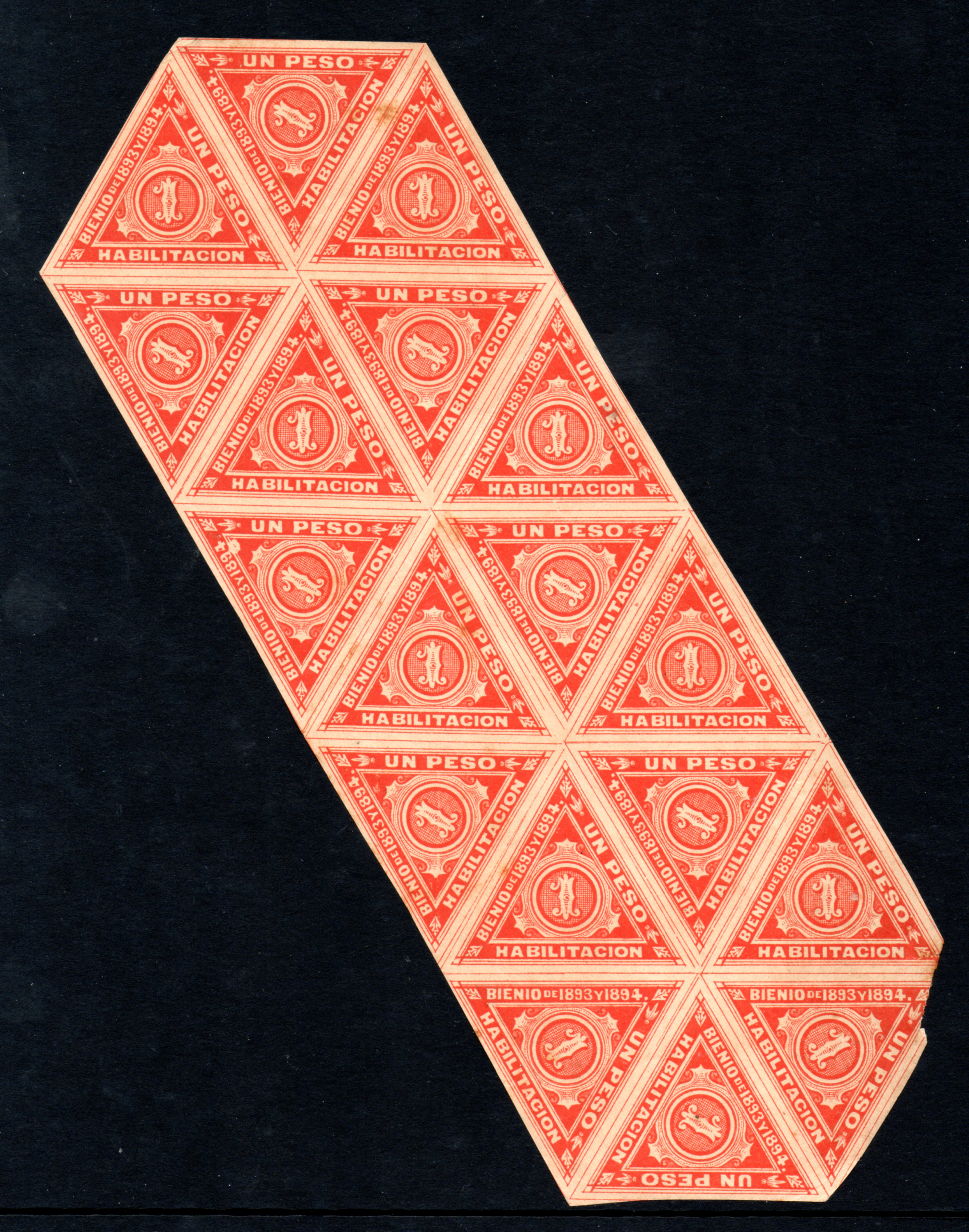
18-кратний блок-зчеплення фіскальної марки (правильний трикутник) Колумбії

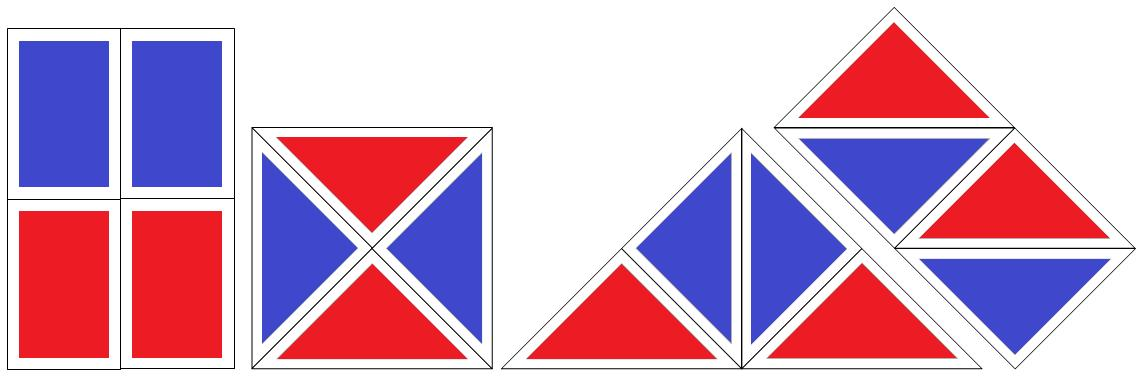
Основні схеми квартблоків прямокутних та трикутних марок

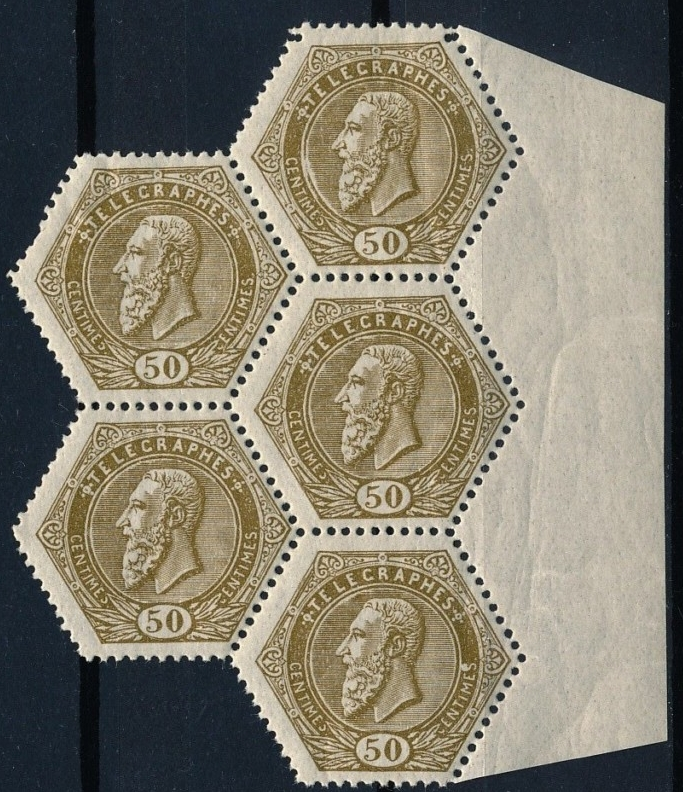
Пентаблок телеграфних 6-кутних марок із правим полем. Бельгія (1899)

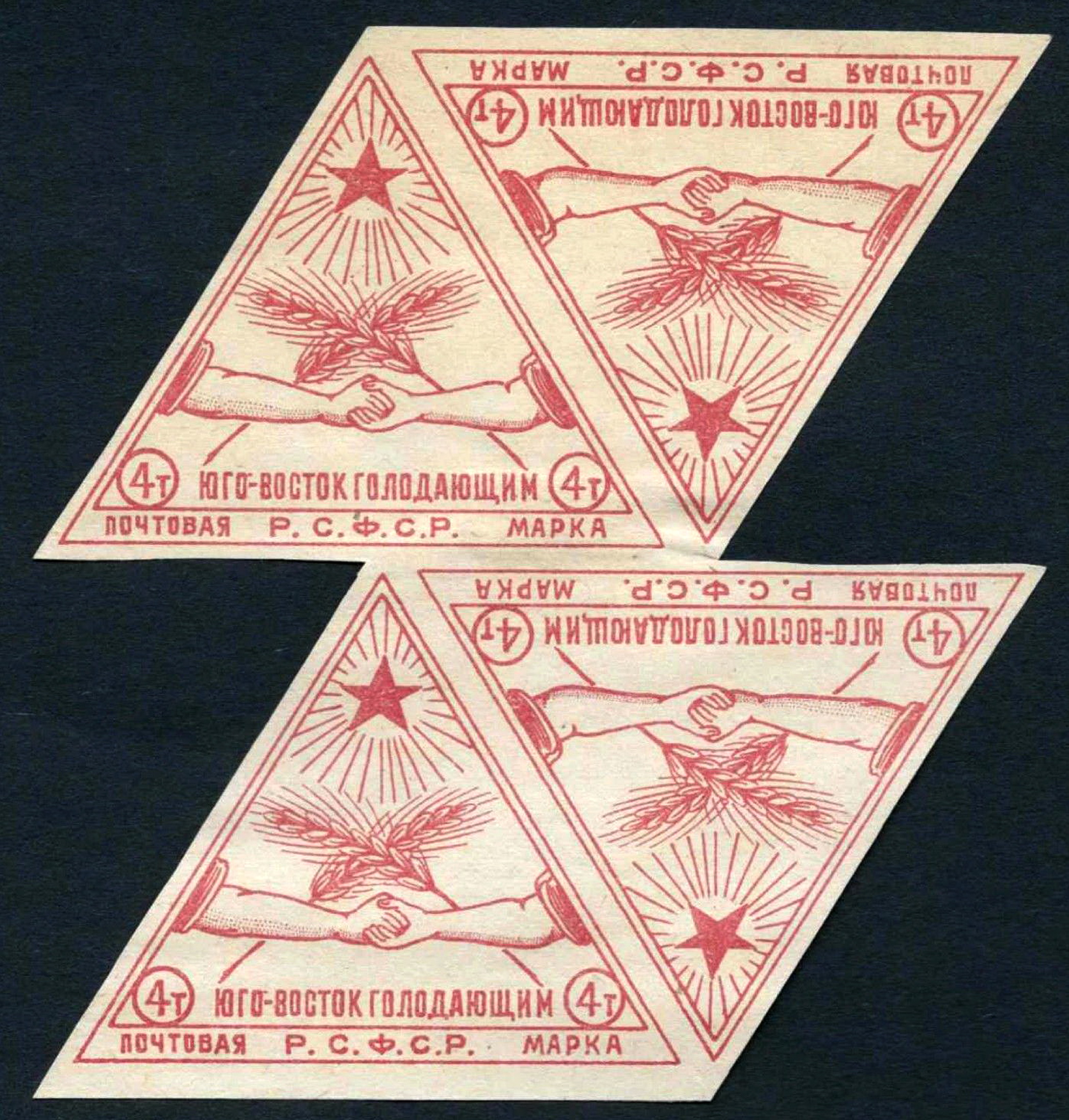
Квартблок — зчіпка трикутних марок поштово-податкового випуску РРФСР «Південний Схід — голодуючим»

Конфігурація блоку марок, тобто число марок та їх розташування в блоці дозволяє класифікувати блоки за цими параметрами.
- Пара — будь-які 2 нерозділені марки[2][2].
- Трійка — будь-які 3 нерозділені марки[5].
- Смужка — 3 (або 4[5]) і більше нерозділених марок в один ряд[2].
- П'ятірка — смужка з 5 марок[9].
- Квартблок — 4 нерозділені марки в два ряди[2][1][5].
- П'ятиблок (5-кратний блок, блок-п'ятірка) — 5 нерозділених марок у два або більше рядів[1].

Тощо.
Тут і далі під «рядом» розуміється ряд будь-якого напряму: горизонтального, вертикального чи діагонального, а то й обумовлений саме з цих трьох видів рядів.
Особливо цікаві за своїм різноманіттям конфігурації трикутних марок. На першому малюнку схематично показана єдина конфігурація пари прямокутних марок і три різні конфігурації пар марок, що мають форму рівнобедреного прямокутного трикутника.
На другому малюнку показаний 18-кратний блок, який має форму витягнутого шестикутника, фіскальної марки Колумбії, яка має форму правильного трикутника.
Зазначимо, що блоки правильних трикутників є, по суті, поліамондами відповідних порядків.
На третьому малюнку схематично показана основна конфігурація квартблока прямокутних марок та три основні конфігурації квартблоків марок, що мають форму рівнобедреного прямокутного трикутника; решта «хитрих» і «неправильних», словом, недостатньо симетричних конфігурацій цих квартблоків практично не використовуються.
Зазначимо, що квартблоки рівнобедрених прямокутних трикутників є по суті тетраболо (поліаболо 4-го порядку), причому різних видів тетраболо налічується 14.
Конфігурації шестикутних марок мають трохи менше різних комбінацій, ніж трикутних, та й зустрічаються шестикутні марки набагато рідше за трикутні. На четвертій ілюстрації праворуч представлений скан реального п'ятиблока з марок, що мають форму правильного шестикутника з правим полем. Ці телеграфні марки були випущені Бельгією у 1899 році (Mi # 12) .
Зазначимо, що п'ятиблоки правильних шестикутників є по суті пентагексами, причому різних видів пентагексів налічується 22.
Однак трапляються випадки, коли симетричні конфігурації блоків фізично відсутні. Тоді доводиться задовольнятися тим, що є. Наприклад, листи серії поштово-податкових марок РРФСР 1922 року «Південний Схід — голодуючим» дозволяють виділити квартблок марок із майже правильних рівнобедрених трикутників. І цей квартблок існує у колекціонерів, але тільки такий малосиметричний, у вигляді неправильного восьмикутника, який показаний на п'ятому малюнку: два однакові тет-беші трикутної марки рівно один під одним.

### Приватні визначення
Особливо часто збирають різноманітні блоки з однакових марок: пари, квартблоки, шестиблоки та дев'ятиблоки. Така загальнопоширена практика призводить до звуження поняття «блок» та появи приватних визначень блоку, які широко використовуються при колекціонуванні.
- Верхня межа величини блоку. Зазвичай кількість марок в блоці вводять обмеження в 16 марок[1][5]. Оскільки блок у випадку може складатися з 2 марок, тобто бути парою[2], то цьому випадку виходить, що у блоці може бути від 2 до 16 марок. Якщо марок більше 16, то таку конфігурацію називають частиною аркуша[10] або фрагментом аркуша[5]. Термін «частина листа» невдалий, тому що він з таким же успіхом використовуватися і для блоку[1].
- Нижня межа величини блоку. Часто вводять обмеження на кількість марок в блоці знизу в 4 марки, тобто розмір блоку може бути не нижче за квартблок. При цьому говорять, що блок складається з декількох рядів[1] або відразу починають описувати окремі випадки блоків, починаючи з квартблоку[5]. Такому обмеженню сприяє те що, що у назвах блоків різної конфігурації слово «блок» з'являється лише з мінімального блоку кілька рядів — з квартблока. Ці дві межі дають максимальне обмеження кількості марок у блоці: від 4 до 16.
- Не зчіпка. Іноді вимагають, щоб марки в блоці були однакові[5][4], такі блоки не можуть бути зчіпками. Такому обмеженню сприяє те що, що у випадку блок із різними марками називається зчіпкою. У результаті виходить, що власне блоком називається лише блок із однаковими марками, а з різними — зчіпкою.
- Прямокутна марка.[11] При детальному описі блоку завжди припускають, що марки в блоці прямокутні[2][1][5][4][3]. Пов'язано це з тим, що блоки, що складаються з прямокутників, дуже важко описувати (наприклад, у трикутних блоках відсутні вертикальні ряди (є тільки вертикальна пара) і присутні додаткові діагональні, різко зростає кількість різних конфігурацій блоків). Такому обмеженню також дуже сприяє те що, що завжди марки випускаються як прямокутників. При цьому говорять у тому числі і про вертикальні ряди марок і про те, що в квартблоці 4 марки (2 × 2)[2][1][5][4][3][12].

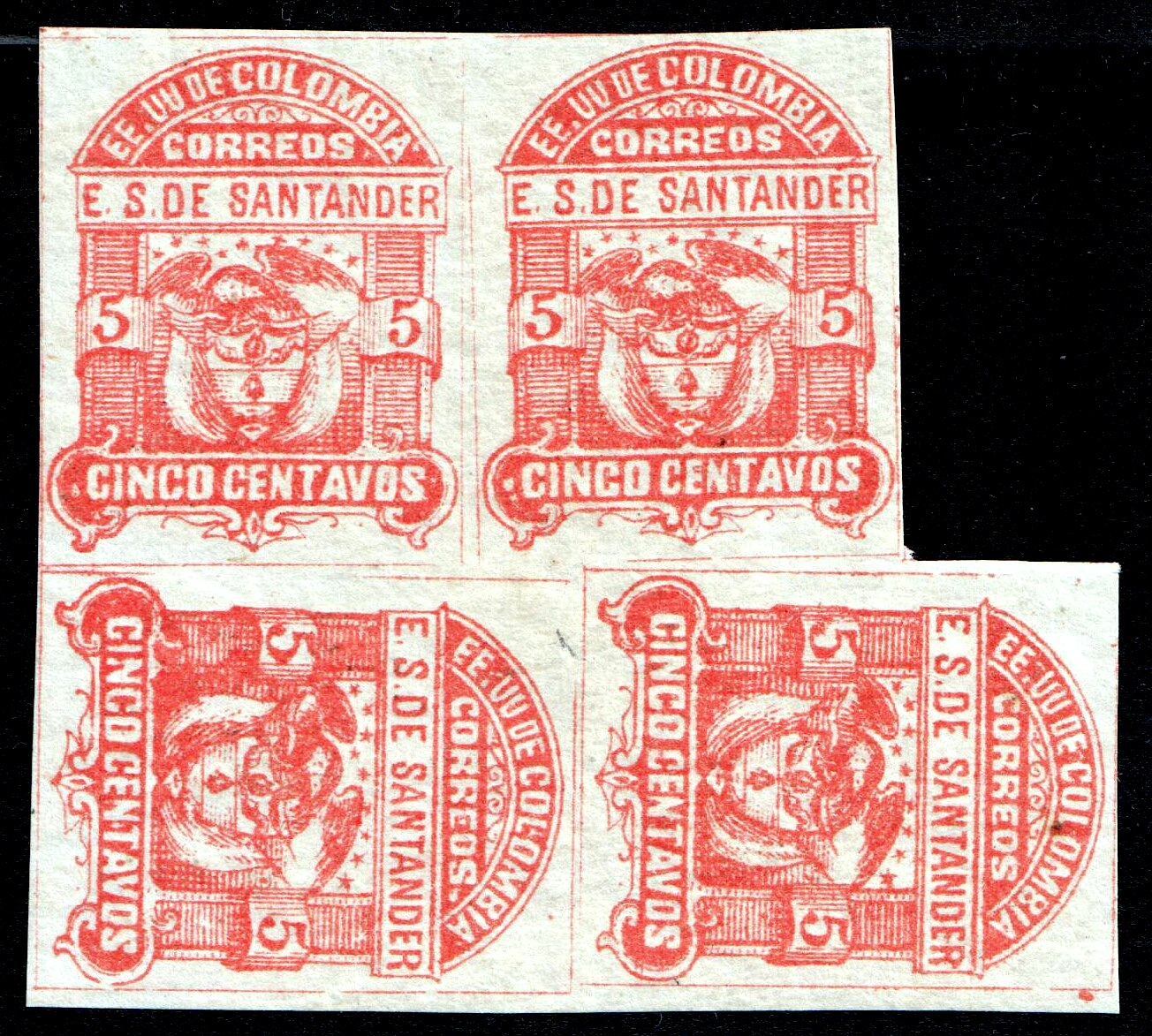
Квартблок -зчіпка з двох куше. Колумбія, Сантандер (1886)

Всі ці окремі жорсткі теоретичні обмеження на загальне поняття блоку марок не рятують від реальних колекційних блоків несподіваного вигляду. Як сказав великий Ґете у перекладі з німецького Бориса Пастернака, «зеленіє життя дерево» (з трагедії «Фауст», частина I, сцена IV). Як приклад, що підтверджує цю заяву, на малюнку показаний блок незвичайної непрямокутної форми, проте підпадає під найвужчі визначення. Цей блок (2 × 2) з чотирьох прямокутних однакових марок є два куше з поштового листа, випущеного в 1886 департаментом Сантандер Колумбії. Цілком очевидно, що ці два куше мають форму неправильного шестикутника.

## Блоки у вузькому значенні

### Блок у вузькому значенні
При об'єднанні всіх приватних визначень виходить визначення блоку як частини марочного листа у вузькому значенні, що використовується в практиці колекціонування і створення спеціальних колекцій.
Блок у вузькому значенні (частина маркового аркуша) — збірна назва, частина маркового аркуша, що містить від 4 до 16 зблокованих, тобто не відокремлених один від одного, і однакових прямокутних поштових марок, розташованих у 2 або більше рядів.

### Квартблок у вузькому значенні

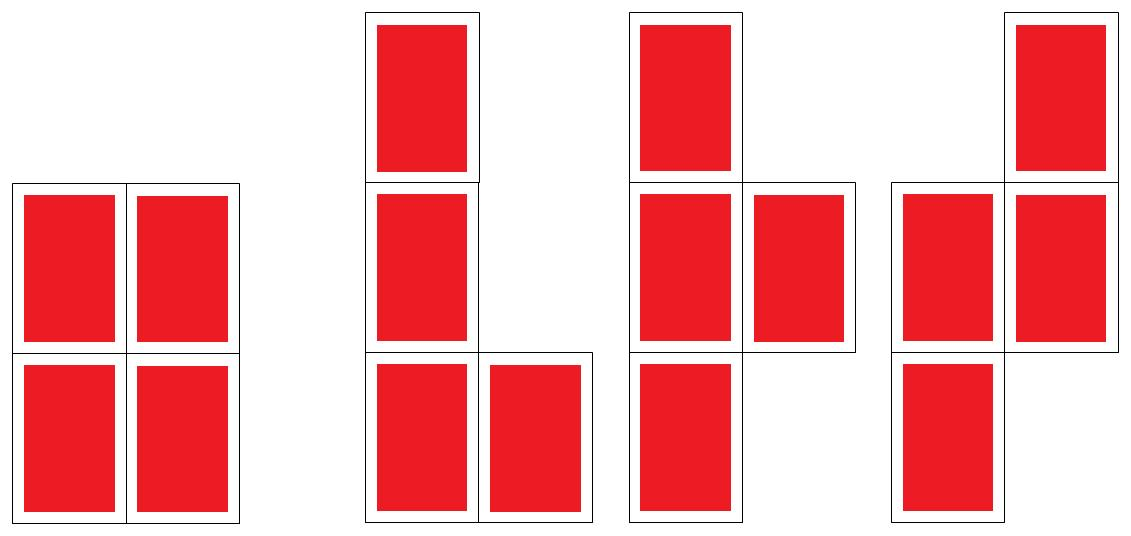
Схеми квартблоку у вузькому значенні (квадрат) та трьох не у вузькому

Навіть у рамках визначення блоку у вузькому значенні квартблок має своє власне визначення у ще вужчому значенні, — додано вимогу мати конфігурацію (2 × 2). Саме це визначення використовується практично при колекціонуванні.
Квартблок (або кварт-блок) у вузькому значенні — блок з марочного листа, що складається з 4 однакових прямокутних марок (2 × 2). Іншими словами, це максимально симетричний блок із 4 марок у вузькому сенсі.
На малюнку показаний квартблок у вузькому значенні, що має форму квадрата, і три квартблоки, які не є квартблоками у вузькому значенні, але є блоками у вузькому значенні і форму квадрата не мають.
Вид різних варіантів квартблоку в широкому сенсі наводить на думку про фігурки тетраміно, які найбільш відомі як «падаючі фігури» у знаменитій комп'ютерній грі «Тетріс». На малюнку представлені 4 тетраміно з 5 можливих (5-й вид — смужка з 4 квадратів).
Колекціонування квартблоків у вузькому значенні, що особливо пройшли пошту, поширене головним чином у скандинавських та американських країнах.

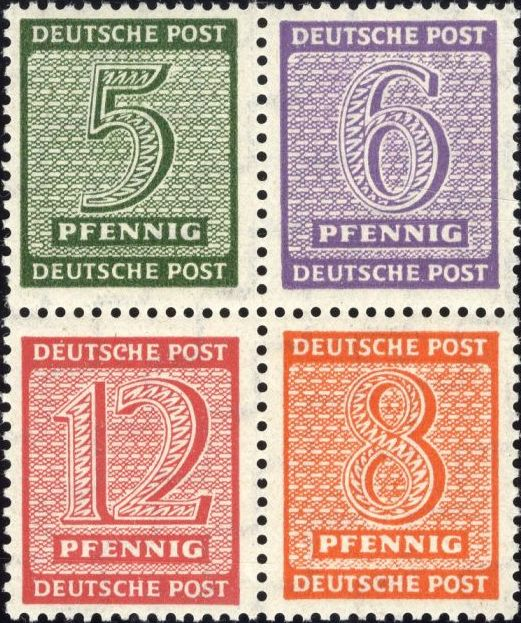

У літературі зустрічаються окремо певні досить рідкісні види квартблоку: осердя. Наведемо визначення малого осердя, великий осердя буде розглянуто наприкінці статті.
Мале осердя — квартблок із марок, взятих із чотирьох маркових аркушів, з різними номіналами. Різні номінали вказані для простоти опису. Насправді мале осердя повинне мати чотири марки з чотирьох різних марочних листів і не мати доріжок.
На ілюстрації зправа[^] показаний шестиблок-осердя (3 × 2), що містить у тому числі чотири різні марки однієї серії, причому кожна марка зі свого маркового аркуша. Усі марки шестиблоку різні. А те, що до цього шестиблоку входять марки з чотирьох маркових аркушів (сині та зелені), можна визначити, подивившись на сам марковий аркуш (3×2), показаний та описаний вище на початку статті[^] .
На наступній ілюстрації зправа[^] показаний класичне мале осердя, що складається з чотирьох марок Радянської зони окупації Німеччини, Західна Саксонія (Mi #HZ11), із зображенням чотирьох різних цифр.

### Великі блоки

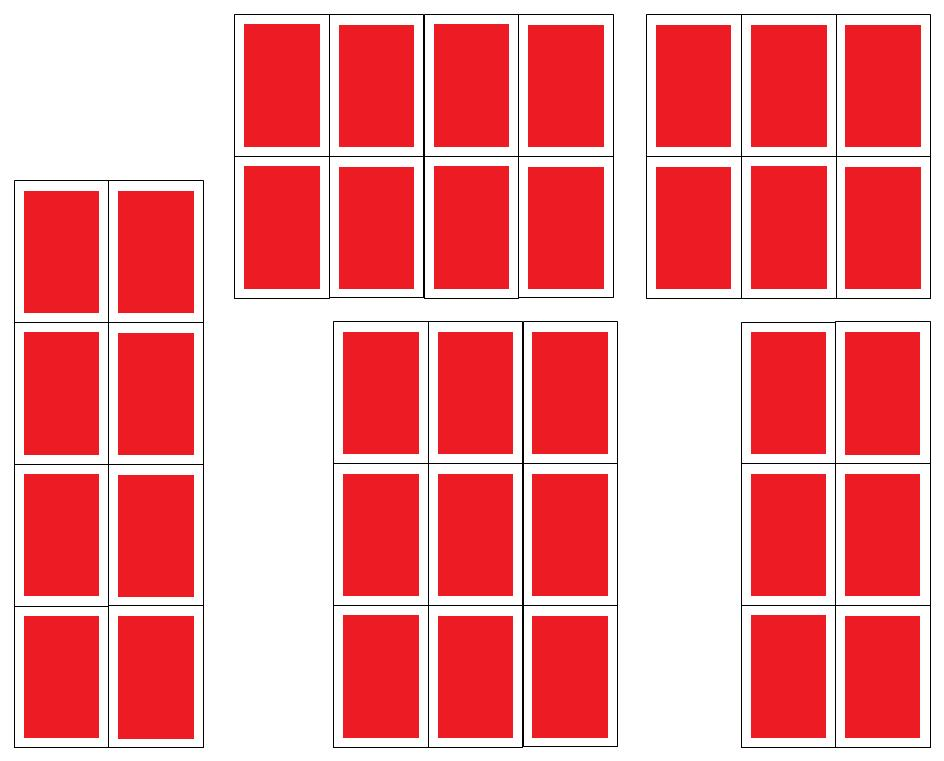
Схеми двох варіантів 6-кратного блоку, двох 8-кратних блоків та одного 9-кратного блоку

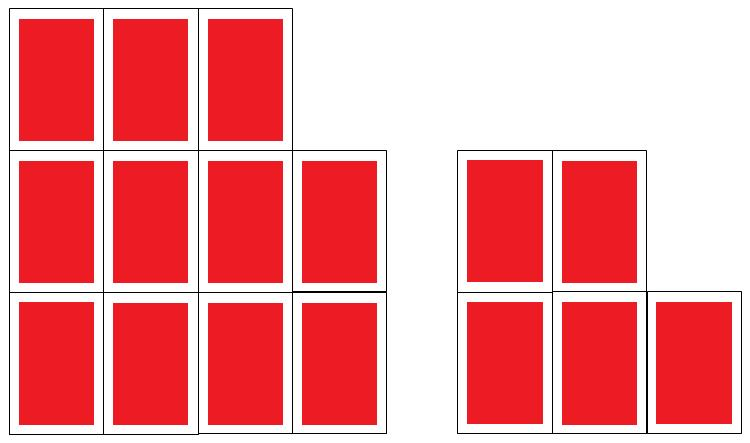
Схеми 11-кратного блоку та блоку-п'ятірки

Для шестиблоку, восьмиблоку та дев'ятиблоку також наводяться аналогічні квартблоку визначення у вузькому сенсі. Два варіанти однієї конфігурації шестиблоку ((3 × 2) і (2 × 3)), два варіанти однієї конфігурації восьмиблоку ((4 × 2) і (2 × 4)) і єдина конфігурація дев'ятиблоку (3 × 3) показані на малюнку, вони мають форму прямокутника (дев'ятиблок — квадрата, окремого випадку прямокутника).
Але вже для п'ятиблок немає симетричної конфігурації. Проте в літературі наводяться приклади несиметричних конфігурацій, починаючи з п'ятиблоку, проміжних між широким і вузьким змістом, але якомога ближче до вузького. Можна було б навести їхні математичні характеристики, але досить складні і, крім того, не описані в філателістичних книгах.
На малюнку показані приклади таких проміжних конфігурацій, знайдені у літературі: 11-кратний блок (або блок-дев'ятка з прилеглою парою) та блок-п'ятірка (або квартблок з прилеглою маркою), форму прямокутника вони не мають. Виходить, що називати такі несиметричні конфігурації блоків можна по-різному, кожен має багато синонімів.

### Блоки з полями
Блоки з полями маркового аркуша збирають заради певних таких ознак полів, як зубцювання полів, рахунок рядів та рахунок вартості по рядах, штрихування ротаційне та штрихування формне, вихідні дані: дата друку, номер друкованої форми, фірмовий номер замовлення, приводна мітка, знак друкаря та друкарні тощо. Хоча для цих листових ознак можна збирати також пари полями або смужки з полями, для сучасних марок, які можна купити на пошті або у звичайному магазині філателії, воліють саме квартблоки блоки з полями. Крім того, на кутових блоках з полями буває добре видно малюнок водяного знака.
Кутовий блок з полями — блок, відокремлений від одного з кутів марочного аркуша з невідокремленими полями з двох сторін. Кутові блоки з полями — улюблений об'єкт колекціонування.
Квартблок з полями — квартблок із крайнього ряду (або кута) марочного листа з полями з відповідних сторін. За положенням квартблоку з полями в марочному листі розрізняють квартблоки з верхніми, нижніми та бічними полями, а також кутовий.
Блок із нижнього краю аркуша з вихідними даними або друкарським номером замовлення — квартблок або шестиблок з нижнім полем марочного аркуша, на якому надруковані повні вихідні дані або повний друкарський номер замовлення.
Найбільш поширене колекціонування кутових квартблоків з полями, оскільки згадані вище ознаки полів представлені найбільш повно, хоча часто збирають також і кутові блоки-шістки та блоки-дев'ятки.

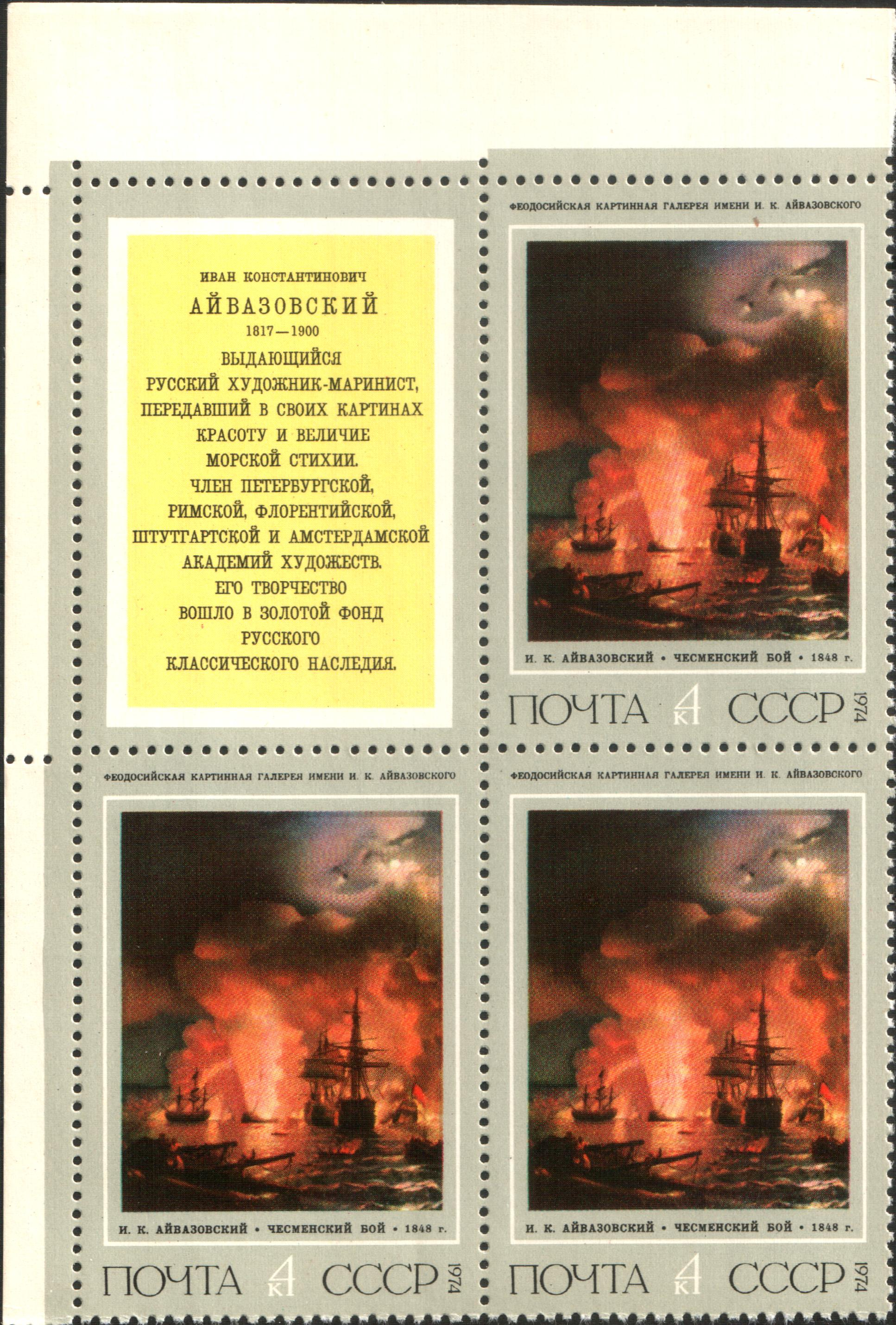
Кутовий квартблок-зчіпка з купоном та з полями. Айвазовський. «Чесменський бій»

Кутовий квартблок з полями — квартблок, відокремлений від одного з кутів маркового аркуша з невідокремленими полями з двох сторін.
На малюнку показано кутовий квартблок СРСР 1974 року (ЦФА [ АТ «Марка» ] № 4331) з полями, що складається з трьох марок та одного купона. Малюнок марки є репродукцією картини Івана Айвазовського «Чесменський бій». На цьому кутовому квартбло добре видно, що була використана одинарна гребінчаста зубцівка, зубці якої дивляться вправо. Крім того, зверху квартблоку був край друкарського аркуша, а ліворуч — доріжка між сусідніми марочними листами шириною трохи більше ширини марки, причому більша частина доріжки залишилася на сусідньому марковому аркуші зліва.

## Блоки, що виходять за межі опублікованих визначень

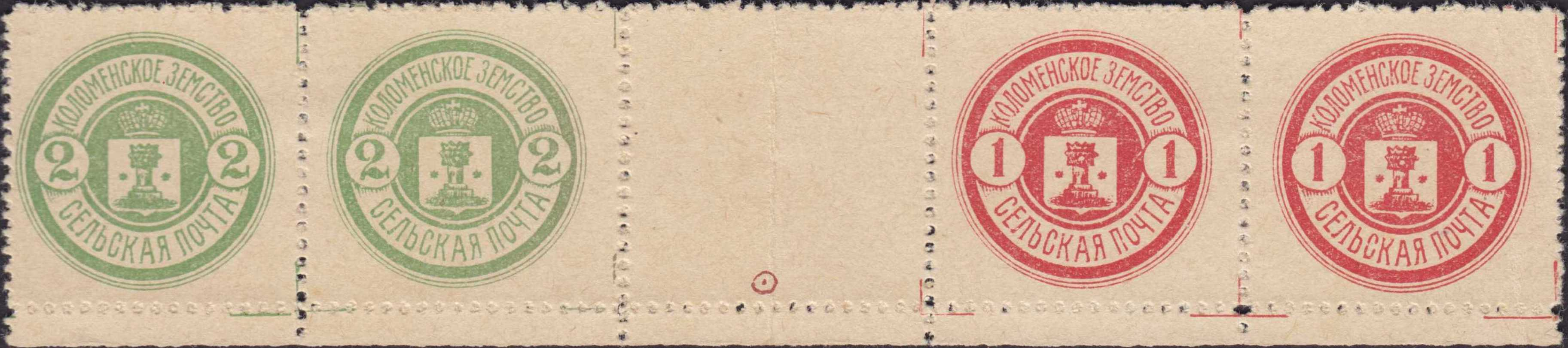
Квартблок із доріжкою. Земська марка. Коломенський повіт

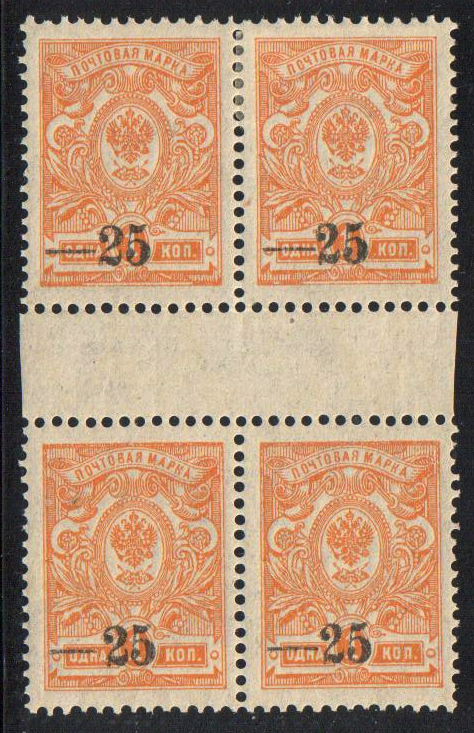
Квартблок із доріжкою. Кубанська армія

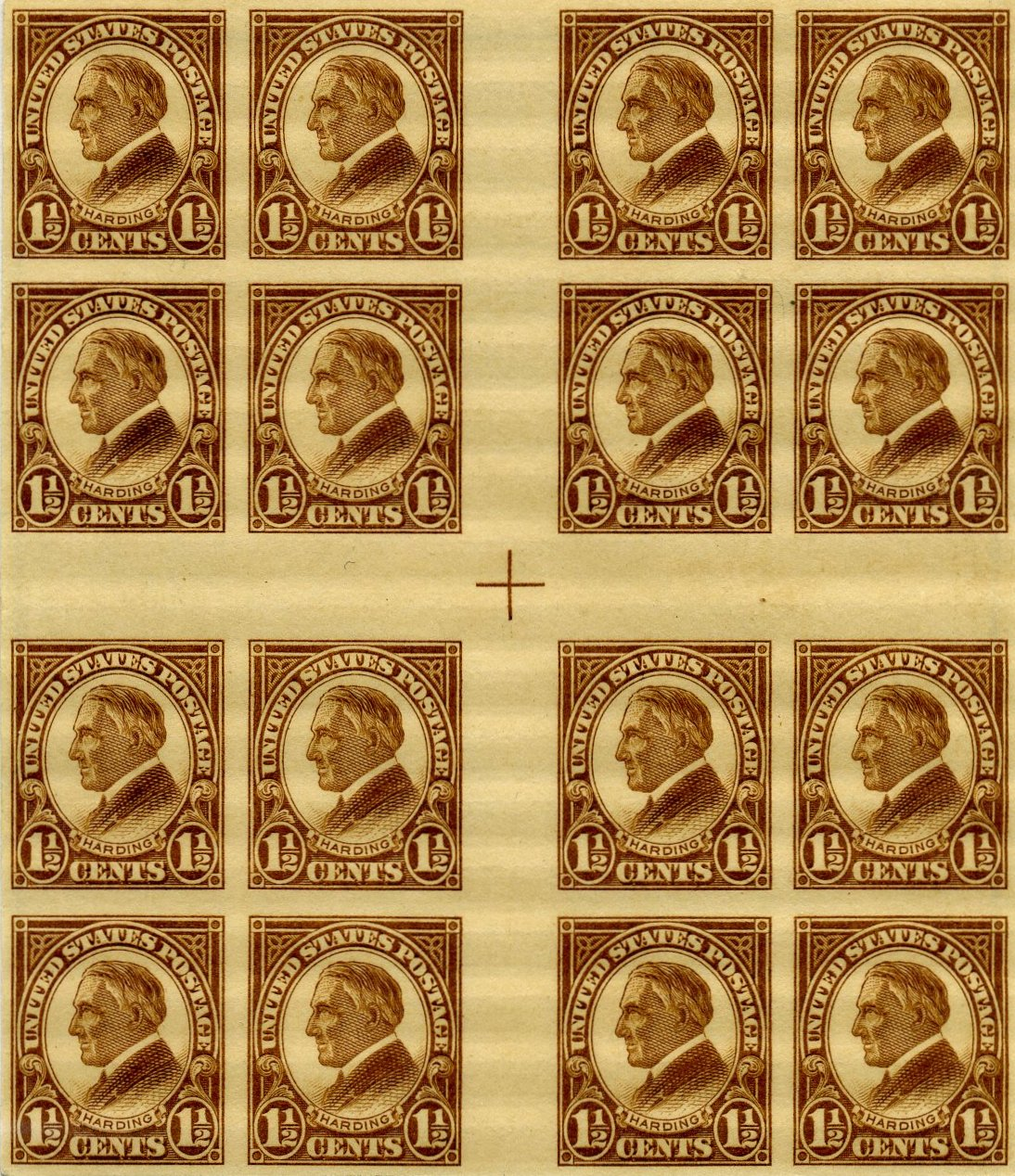
Осердя із квартблоків. США (1926)

### Блоки із доріжками
Рідкісні маркові блоки, що цінуються колекціонерами: блоки з доріжками або гаттерами, не вписуються навіть у визначення блоку в широкому сенсі. Справа в тому, що у визначенні марочного блоку йдеться тільки про марковий аркуш, а для блоків з доріжками потрібен звичайний друкарський аркуш або лист з зошитовими секторами, що обов'язково складається з кількох секторів (марочних листів або зошитових секторів). Марки таких марочних блоків при цьому розділені та з'єднані до блоку доріжками.
Крім того, у визначенні блоку йдеться тільки про марки, зазвичай у сенсі маркових місць, до яких належать тільки марки та купони. Але про доріжки (гатери) нічого не йдеться.
Такі блоки із доріжками можуть бути різних розмірів. Зазвичай виділяються такі окремі випадки.
- Пара зі сполучником. 2 марки пари при цьому розділені та з'єднані в пару однією доріжкою: горизонтальною або вертикальною.
- Квартблок із доріжкою. 4 марки квартблоку при цьому розділені і з'єднані в квартблок або однією доріжкою: горизонтальною або вертикальною або відразу обома.

На ілюстраціях показано два квартблоки у широкому сенсі з доріжкою:
1) земська марка Коломенського повіту Московської губернії Російської імперії як горизонтальної смужки з вертикальною доріжкою;
2) марка Кубанської армії, однієї з білих армій під час громадянської війни в Росії, у вигляді квартблоку у вузькому значенні з горизонтальною доріжкою.
- Осердя велике (приватний випадок квартблоку з доріжкою) — квартблок, що складається з 4 центральних марок звичайного друкарського аркуша або аркуша з зошитами[14][15]. 4 марки осердя при цьому розділені та з'єднані до квартблоку двома доріжками: горизонтальною та вертикальною.

На ілюстрації праворуч представлений скан 16-блоку: осердя, що складається не з марок, а з квартблоків. Це середина друкарського листа марки США, випущеної 27 серпня 1926 року(Sc #631), з 29-м президентом США Уорреном Гардінгом.
Слід зазначити, що доріжки не рівноправні з купонами у сенсі визначення конфігурації блоку, куди вони входять. Як правило, купони підраховуються нарівні з марками, наприклад, див. показаний вище кварт блок з купоном. Доріжки ніколи не підраховуються, як видно з показаних вище кварт блоків з доріжками.

### Блоки із частинами марок

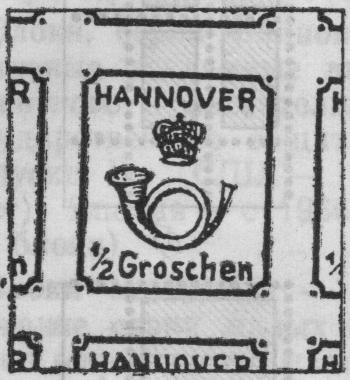
Малий блок-дев'ятка. Ганноверське королівство

Дуже рідко зустрічається так званий блок-дев'ятка малий. Цей блок складається з однієї марки та восьми частин марок, що його оточують. У визначеннях блоку нічого не йдеться про частини марок, тому цей вид блоку також не вписується навіть у визначення блоку в широкому значенні.
Блок-дев'ятка малий — широко відрізана марка-одиначка, оточена вісьмома частинами сусідніх марок.
На малюнку показаний такий блок, вирізаний з марочного аркуша Ганноверського королівства, який займав більшу частину сучасної північно-західної Німеччини з 1814 по 1866 рік.
Слід зазначити, що частини марок (або маркових місць) рівноправні з цілими марками у сенсі визначення конфігурації блоку, до якого вони входять: частини марок підраховуються нарівні з цілими марками.

### Розширення терміна «блок»
- Оскільки до складу блоку можуть входити купони[4], причому ці купони підраховуються нарівні з марками (наприклад, один купон може бути з двома марками в триптиху), то при визначенні блоку правильніше говорити не про марки, а про маркові місця.
- Крім того, слід мати на увазі, що блоки виходять не тільки з маркових аркушів, але і з марочних листів зошита і марочних рулонів. Тому маркові аркуші використовуються у визначенні блоку лише для стислості.
- Блоки з доріжками ще більше розширюють збірне поняття «блок», і слід говорити про блоки, відірвані не від марочних, а від друкарських аркушів.
- Блоки з частинами марок роблять подальше розширення збірне поняття «блок», і треба говорити про блоки, що складаються не тільки з марочних місць та доріжок, але ще й їх частин.